# 148
Évszázadok: 1. század – 2. század – 3. század
Évtizedek: 90-es évek – 100-as évek – 110-es évek – 120-as évek – 130-as évek – 140-es évek – 150-es évek – 160-as évek – 170-es évek – 180-as évek – 190-es évek
Évek: 143 – 144 – 145 – 146 –  147 – 148 – 149 – 150 – 151 – 152 – 153

## Események

### Római Birodalom
- Lucius Octavius Cornelius Publius Salvius Julianus Aemilianust (helyettese áprilistól Satyrius Firmus, júliustól L. Coelius Festus, októbertől C. Fabius Agrippinus) és Caius Bellicius Calpurnius Torquatust (helyettese C. Salvius Capito, P. Orfidius Senecio és M. Antonius Zeno) választják consulnak.
- Nagyszabású ünnepségsorozattal emlékeznek meg Róma fennállásának 900. évfordulójáról. Az ünnepségek költsége megcsappantja a kincstár tartalékait, ezért Antoninus Pius császár a denarius ezüsttartalmát 89%-ról 83,5%-ra csökkenti.

### Kína
- An Si-kao buddhista szerzetes megérkezik a kínai fővárosba és hozzáfog lefordítani az indiai buddhista szövegeket kínai nyelvre.

## Születések
- Lucilla, Lucius Verus császár felesége

## Fordítás
- Ez a szócikk részben vagy egészben  az   AD 148 című angol Wikipédia-szócikk ezen változatának fordításán alapul.  Az eredeti cikk szerkesztőit annak laptörténete sorolja fel. Ez a jelzés csupán a megfogalmazás eredetét és a szerzői jogokat jelzi, nem szolgál a cikkben szereplő információk forrásmegjelöléseként.